# ダニー・エインジ
ダニエル・レイ・エインジ（Daniel Ray Ainge, 1959年3月17日 - ）はオレゴン州ユージーン出身の元プロバスケットボール選手で元プロ野球選手（内野手）。現役時代はNBAでプレーし、1980年代にラリー・バードとともに黄金期を築いたボストン・セルティックスや他にもフェニックス・サンズなどで活躍した。野球選手としてはMLBのトロント・ブルージェイズでプレーしており、NBAとMLBの二大リーグでプレイしたことがある稀有な存在である。甥のエリック・エインジは2008年のNFLドラフトでニューヨーク・ジェッツに指名されて入団した。

## 経歴

### カレッジスター兼メジャーリーガー
エインジは非常にマルチな才能を有していた少年だった。バスケットに野球、さらにはアメリカンフットボールでもエインジは学校のスターだった。高校生の時にはノースユージーン高校のバスケットチームを2年連続で州のタイトルに導き、パレード誌選出の高校オールアメリカンチームに選ばれた。アメフトの分野ではワイドレシーバーとして、同じくパレード誌選出のジュニアオールアメリカンに選ばれている。3つのスポーツでオールアメリカンに選ばれた唯一の人物である。
高校卒業後、エインジは1977年のMLBドラフトでメジャーリーグベースボールのトロント・ブルージェイズから指名を受けた。エインジはブリガムヤング大学に通う傍ら、プロ野球選手として活動することになる。
カレッジバスケでも華々しい活躍をしたエインジは、ブリガムヤング大学在学中の4年間でオールアメリカンに1回、アカデミー・オールアメリカンファーストチームには2回、カンファレンスの最優秀選手には1回選ばれ、カンファレンスのファーストチームには4年間全てで選ばれた。さらに最終学年の1981年には全米で最も活躍したカレッジ選手に贈られるジョン・ウッデン賞を獲得した。1981年のNCAAトーナメントにおけるエリート8進出を賭けたノートルダム大学との対戦で、残り1秒で逆転シュートを決めたエインジのプレイは、NCAA史上でも最も有名なショットの一つとして知られている。
カレッジバスケ界のスター選手だったエインジは、バスケのオフシーズンである夏にはブルージェイズでプレイしていた。2年間はマイナーリーグ生活だったが、1979年にはメジャーに昇格し、二塁手として87試合に出場。2年目には中堅手、3年目には三塁手としてプレイし、1981年までメジャーリーガーとして活動した。3シーズンの通算成績は665打数146安打（打率.220）37打点2HR。
大学で最後のシーズンを終えたエインジはバスケットに専念することを決意、1981年のNBAドラフトにエントリーし、ボストン・セルティックスから2巡目31位指名を受けた。エインジはブルージェイズ所属の選手だったため、セルティックスはブルージェイズからエインジの契約を買い取った。

### NBAキャリア

#### セルティックス王朝
当時のセルティックスはラリー・バード、ロバート・パリッシュ、ケビン・マクヘイルら史上最高と謳われるフロントコート陣を擁しており、エインジはこの黄金期セルティックスの一員として迎え入れられた。しかしキャリア初期のエインジはシュートセレクションの悪さが目立ち、チームメイトからは「野球の打率の方が良い」とからかわれていた。当然出場時間は限定され、1年目の1981-82シーズンは53試合の出場で平均4.1得点の成績に終わる。2年目にはシュートセレクションが改善され、フィールドゴール成功率は急速に上昇した。成績は平均9.9得点にまで伸び、ジェラルド・ヘンダーソンから先発ガードの座を奪うことに成功するが、セルティックスが80年代に入って2度目の優勝を飾った1983-84シーズンは再び控えに回され、成績を落とした。
エインジがセルティックスにとって欠かせない存在となったのは1984-85シーズンからだった。このシーズン、ジェラルド・ヘンダーソンがチームを離れたため、エインジはセルティックス不動の先発ガードに定着。ガードの選手ながらFG成功率は5割を突破し、アベレージは平均12.9得点を記録した。翌1985-86シーズン、セルティックスは67勝15敗というリーグ史上でも屈指の好成績を収める。ファイナルではヒューストン・ロケッツを破り、エインジは2つ目のチャンピオンリングを手に入れた。この優勝が、80年代セルティックス最後の優勝となった。
1986-87シーズンからエインジはシューターとしての才能を発揮しだすようになる。スリーポイントシュート試投数、成功数ともに前シーズンから3倍以上に増え、成功率43.3%はリーグ3位の成績だった。このシーズンもセルティックスはファイナルまで勝ち進んだが、宿敵ロサンゼルス・レイカーズの前に敗れている。その後もエインジは平均15得点前後を稼ぎ出す有力なスコアラーとして活躍し、1987-88シーズンにはオールスターゲームにも出場を果たしたが、一方セルティックスはデトロイト・ピストンズの台頭に押されつつあった。1988-89シーズンにはエースのラリー・バードがシーズンの大半を欠場し、シーズン序盤から苦戦を強いられた。高齢化が進んだため、チームは35歳のロバート・パリッシュの代わりを務められる若いセンターを探していた。そしてサクラメント・キングスのジョー・クラインに目を付け、トレード要員として白羽の矢が立ったのがエインジだった。この年に指名したルーキーブライアン・ショウがエインジの代わりになると判断したチームは、ついにエインジをトレードで放出した。

#### サクラメント・キングス時代
セルティックスではあくまでフロントコート陣のサポーティングキャストだったエインジは、低迷中のサクラメント・キングスではエース格の選手だった。トレード後の成績は平均20.3得点6.7アシスト。シーズン全体では17.5得点5.5アシストとキャリアハイだった。しかしチームはエインジの奮闘も甲斐なく大きく負け越し、エインジはキャリアで初めてプレーオフ不出場を経験した。2年目の1989-90シーズンには17.9得点6.0アシストとキャリア最高の成績を残すが、チーム成績は一向に成長する気配を見せず、エインジはキングスで2シーズンプレイした後、彼の故郷であるオレゴン州のチーム、ポートランド・トレイルブレイザーズに移籍した。

#### ブルズとの戦い
当時のブレイザーズはリーグ屈指の強豪に成長しており、エインジが移籍してくる前シーズンにはファイナルにまで進出したが、ファイナル制覇はならなかった。31歳となっていたエインジは優勝経験のあるベテランとしての役割が求められ、クライド・ドレクスラーなどの控えとしてプレイした。自然と出場時間は削られ、成績は後退した。ブレイザーズで2年目の1991-92シーズン、チームはファイナルに進出。エインジにとって5回目となるファイナルでの対戦相手は、全盛期のマイケル・ジョーダン率いるシカゴ・ブルズだった。第1戦はジョーダンに良いようにやられてしまうが、第2戦ではオーバータイムにまでもつれた末に、ここで優勝請負人エインジが見事な働きを見せ、ファイナル記録となるオーバータイムだけで9得点をあげ、ブルズを破った。しかしシリーズは4勝2敗でブルズが制し、優勝はならなかった。
オフにフリーエージェントとなったエインジはフェニックス・サンズと契約した。この年のサンズは大幅なイメージチェンジを図り、ホームアリーナ、アメリカ・ウエスト・アリーナを新設、ユニフォームとチームロゴを一新した上に、人事ではヘッドコーチに若いポール・ウェストファルを起用した上、さらに大物パワーフォワードのチャールズ・バークレーを獲得した。このチームでエインジに求められたものは、やはりセルティックスで培った優勝経験だった。サンズはチーム改革が功を奏しレギュラーシーズンをリーグ最高勝率で終えてプレーオフを勝ち抜いてファイナルに進出、エインジにとっては6回目となるファイナルの対戦相手は、またしてもジョーダン率いるシカゴ・ブルズだった。エインジはこのシリーズで、ブルズのスコッティ・ピッペンからスローインを背中に当てられ、そのままダンクを決められるという屈辱的なプレイを味わっている。シリーズの行方が決定した第6戦では、白熱してジョーダンと口論になり、ジョーダンと共にテクニカルファウルを受けた。ファイナルはブルズが制し、サンズは初優勝を逃し、エインジは2年連続でブルズの前に敗れた。
エインジはその後1994-95シーズンまでサンズでプレイし、36歳で現役から引退した。NBAキャリア通算成績は、1042試合に出場、平均11.5得点4.0アシスト1.1スティール。フィールドゴール成功率46.9%、スリーポイントシュート成功率37.8%、フリースロー成功率84.6%

## 指導者とエグゼクティブ歴

### フェニックス・サンズのHCに就任
エインジが引退して以降のフェニックス・サンズは、1996年のオフにチャールズ・バークレーがチームを離れたため、1996-97シーズンは開幕から負けが続いた。当時のヘッドコーチだったコットン・フィッツシモンズは開幕から8連敗したところで解雇され、彼の後釜としてヘッドコーチに抜擢されたのがエインジだった。エインジがコーチに就くことで何とか13で開幕連敗記録を止めたが、その後もチームは安定せず、更にバークレーとのトレードでサンズに加入していたロバート・オーリーからは、試合中のタイムアウト中にタオルを投げ付けられるなど、大きく負け越した状態が続いた。エインジに運気が向いてきたのは、シーズン中にマイケル・フィンリーとの交換でジェイソン・キッドを獲得したことだった。キッド獲得後チーム成績は一気に上向き、シーズン終盤には11連勝を収めた。開幕13連敗が響き最終的には40勝42敗でプレーオフ進出し、翌1997-98シーズンには56勝26敗の好成績を収めた。エインジが指揮を執っていた1996年から1999年の間、チームは勝率5割を下回ったことはなかったが、1999年12月13日、20試合を消化した時点でエインジは突如としてヘッドコーチの座から退いた。エインジは辞任理由を「家族との時間を大切にしたいため」と説明した。ヘッドコーチ期間の通算成績は136勝96敗、勝率.602。
コーチ職を辞してからはTNTのキャスターなどを務めた。

### セルティックス人事
2003年、エインジは現役時代の大半を過ごしたボストン・セルティックスのバスケットボール部門ディレクター兼ジェネラル・マネージャーに就任した。以後、エインジが行った人事はしばしば論争の的となっている。
エインジはGMに就いて最初に行ったトレードで、オールスター選手のアントワン・ウォーカーを放出し、さらにシーズン中も大型トレードを実施してリッキー・デイビスを獲得している。年をまたいだ2004年1月にはジム・オブライエンが「バスケットボールの哲学が違う」とエインジとの確執を仄めかしながら、チームに辞任を申し入れた。暫定ヘッドコーチとしてジョン・キャロルが就いたが、彼もシーズン終了後に解雇された。後任にドック・リバースを迎えた。オフには放出したばかりのウォーカーをトレードで呼び戻し、さらにゲイリー・ペイトンを獲得。ベテランを獲得したことが功を奏し、2004-05シーズンには12シーズンぶりにディビジョン優勝を遂げた。
この直後、エインジは突如若手中心のチーム造りに方針を転換し、ウォーカーとペイトンをわずか1シーズンで放出した。エインジは若手選手の成長に賭けたが、2005-06シーズンは4シーズンぶりにプレーオフ不出場となり、翌2006-07シーズンにはチーム記録となる18連敗を喫し、カンファレンス最下位に沈んだ。
このシーズンの後、チーム唯一のスター選手ポール・ピアースが一向に補強の進まないチームに対する不満を公に語り始めた。チームの大黒柱の怒りを受け、エインジは若手中心の方針を捨てざるを得なくなり、ここから補強に向けて奔走するようになる。
カンファレンス最下位に沈んだことで2007年のNBAドラフトの高順位指名権が得られると踏んだエインジは、まずはドラフトにエントリーする可能性の高いカレッジ選手に目を付けた。しかしカレッジ界の大物選手ケビン・デュラントの母親と接触したことが協会の規定に抵触したため、3万ドルの罰金を科せられた。不運は続き、ドラフトロッタリーで引き当てた指名権は5位という期待外れのものだった。ドラフトでの補強が期待できなくなったエインジは、トレードによる補強を試みようとする。
最初に獲得を試みたのが、フェニックス・サンズ所属のショーン・マリオンだったが、両チームの折り合いが着かずに破談となった。他にも大物選手獲得に向けて幾つかの交渉の席を持ったが、いずれも成立しなかった。このオフにはミネソタ・ティンバーウルブズ所属の大物選手、ケビン・ガーネットがいよいよウルブズを離れるのではないかという噂が巷を駆け抜け、当然のようにエインジのセルティックスもガーネット獲得に向けて名乗りを上げ、一時は成立寸前とまで言われたが、ガーネット本人がセルティックス行きを拒否した。
いずれの交渉も破談となった原因は、セルティックスがリーグでも最弱のチームの一つであるということに他ならず、将来の見えないチームに行きたがる大物選手は居なかった。エインジとセルティックスはいよいよ進退窮まったかに見えた。

#### ビッグスリーの誕生
ドラフトが行われた6月28日、世間を驚かせるビッグトレードが成立。トレードを敢行したのはエインジのセルティックスと、シアトル・スーパーソニックスだった。セルティックスからはデロンテ・ウェスト、ウォーリー・ザービアック、ドラフトで獲得したジェフ・グリーンを放出、代わりに得たのがリーグ屈指のシューターレイ・アレンだった。アレンとピアースの両ウィングはリーグ屈指のデュオとして話題を呼んだが、このトレードは後の更なるビッグトレードの呼び水となった。
アレンのトレードから約1ヵ月後の7月31日、ケビン・ガーネットのセルティックス行きが決定する。アレンの獲得を聞いてガーネットが態度を軟化させた結果だった。また、エインジとウルブズのGMに就いている元チームメイトのケビン・マクヘイルとの良好な関係が、トレード成立の後押しをしたと言われている。
かくしてセルティックスにケビン・ガーネット、ポール・ピアース、レイ・アレンというリーグ史上でも屈指のビッグスリーが誕生した。2つのビッグトレードでセルティックスからは計10人が放出され、選手層の薄さを危ぶむ声も多くあがったが、エインジはビッグスリーの魅力を存分に使い、ジェームス・ポージー、サム・キャセール、P.J.ブラウンらを獲得し、そつのない補強を実践した（一時は引退したレジー・ミラーまでも復帰しセルティックス入りする話もあった）。
エインジがこのオフに払った多大な労力は、2007-08シーズンの66勝16敗という大躍進と、最も優秀なフロントに贈られるエグゼクティブ・オブ・ザ・イヤー獲得という形をもって報われえた。
2009年4月に軽い心臓発作を起こし病院に運ばれた。
2010年5月3日のクリーブランド・キャバリアーズとのカンファレンス・セミファイナル第2戦でJ・J・ヒクソンのフリースローの際、タオルを投げたことに対してNBAから25,000ドルの罰金を受けた。

### ユタ・ジャズの社長に就任
2021年12月15日、ユタ・ジャズの社長に就任したことが発表された。

## プレースタイル・人物
主にシューターとして活躍した。リーグ史上2人目となるスリーポイントシュート成功数通算900本達成者である。強気なプレイが持ち味で非常に好戦的であり、彼の態度はしばしば対戦相手を苛つかせた。1983年のプレーオフ、アトランタ・ホークスとの対戦では216cmのトゥリー・ロリンズと乱闘騒ぎを起こしている。
またフェニックス・サンズ時代の1994年にヒューストン・ロケッツのマリオ・エリーの顔面にボールをぶつけた。彼は故意ではなく事故だと主張したがNBAから5,000ドルの罰金が言い渡された。
バスケ、野球、アメフトのほか、ゴルフもプロ級の腕で、私生活ではキャリア晩年の仇敵マイケル・ジョーダンとゴルフを楽しんでいた。

### 複数のメジャースポーツで活躍した選手
アメリカのメジャースポーツで複数の競技にわたって活躍した選手ではジム・ソープ、ボー・ジャクソン、ディオン・サンダース（全てMLBとNFL）やジーン・コンリー（MLBとNBA）などがいる。トニー・メオラは1994 FIFAワールドカップにアメリカ代表のゴールキーパーとして出場した後、一時NFLのニューヨーク・ジェッツでプレーした。プロでは出場していないがニューヨーク・ニックスに在籍したチャーリー・ウォードはカレッジフットボールでも年間最優秀選手に与えられるハイズマン賞を受賞した。元アトランタ・ブレーブスのトム・グラビンはロサンゼルス・キングス (NHL) からもドラフト指名を受けた。

## 個人成績

### NBA

#### レギュラーシーズン
| シーズン     | チーム       | GP   | GS  | MPG  | FG%  | 3P%  | FT%  | RPG | APG | SPG | BPG | PPG  |
| ------------ | ------------ | ---- | --- | ---- | ---- | ---- | ---- | --- | --- | --- | --- | ---- |
| 1981–82      | BOS          | 53   | 1   | 10.6 | .357 | .294 | .862 | 1.1 | 1.6 | 0.7 | 0.1 | 4.1  |
| 1982–83      | BOS          | 80   | 76  | 25.6 | .496 | .172 | .742 | 2.7 | 3.1 | 1.4 | 0.1 | 9.9  |
| 1983–84†     | BOS          | 71   | 3   | 16.3 | .460 | .273 | .821 | 1.6 | 2.3 | 0.6 | 0.1 | 5.4  |
| 1984–85      | BOS          | 75   | 73  | 34.2 | .529 | .268 | .868 | 3.6 | 5.3 | 1.6 | 0.1 | 12.9 |
| 1985–86†     | BOS          | 80   | 78  | 30.1 | .504 | .356 | .904 | 2.9 | 5.1 | 1.2 | 0.1 | 10.7 |
| 1986–87      | BOS          | 71   | 66  | 35.2 | .486 | .443 | .897 | 3.4 | 5.6 | 1.4 | 0.2 | 14.8 |
| 1987–88      | BOS          | 81   | 81  | 37.3 | .491 | .415 | .878 | 3.1 | 6.2 | 1.4 | 0.2 | 15.7 |
| 1988–89      | BOS          | 45   | 28  | 30.0 | .460 | .374 | .891 | 3.4 | 4.8 | 1.2 | 0.0 | 15.9 |
| 1988–89      | SAC          | 28   | 26  | 36.7 | .452 | .387 | .813 | 3.6 | 6.7 | 1.5 | 0.3 | 20.3 |
| 1989–90      | SAC          | 75   | 68  | 36.4 | .438 | .374 | .831 | 4.3 | 6.0 | 1.5 | 0.2 | 17.9 |
| 1990–91      | POR          | 80   | 0   | 21.4 | .472 | .406 | .826 | 2.6 | 3.6 | 0.8 | 0.2 | 11.1 |
| 1991–92      | POR          | 81   | 6   | 19.7 | .442 | .339 | .824 | 1.8 | 2.5 | 0.9 | 0.2 | 9.7  |
| 1992–93      | PHX          | 80   | 0   | 27.0 | .462 | .403 | .848 | 2.7 | 3.3 | 0.9 | 0.1 | 11.8 |
| 1993–94      | PHX          | 68   | 1   | 22.9 | .417 | .328 | .830 | 1.9 | 2.6 | 0.8 | 0.1 | 8.9  |
| 1994–95      | PHX          | 74   | 1   | 18.6 | .460 | .364 | .808 | 1.5 | 2.8 | 0.6 | 0.1 | 7.7  |
| 通算         | 通算         | 1042 | 508 | 26.6 | .469 | .378 | .846 | 2.7 | 4.0 | 1.1 | 0.1 | 11.5 |
| オールスター | オールスター | 1    | 0   | 19.0 | .364 | .750 | .500 | 3.0 | 2.0 | 1.0 | 0.0 | 12.0 |

#### プレーオフ
| シーズン | チーム | GP  | GS  | MPG  | FG%  | 3P%  | FT%  | RPG  | APG  | SPG | BPG | PPG  |     |     |
| -------- | ------ | --- | --- | ---- | ---- | ---- | ---- | ---- | ---- | --- | --- | ---- | --- | --- |
| 1982     | BOS    | 10  | 0   | 12.9 | .422 | .500 | .769 | 1.3  | 1.1  | 0.2 | 0.1 | 5.0  |     |     |
| 1983     | BOS    | 7   | 7   | 28.7 | .389 | .400 | .727 | 2.0  | 3.6  | 0.7 | 0.1 | 9.4  |     |     |
| 1984†    | BOS    | 19  | 0   | 13.3 | .456 | .222 | .700 | 0.8  | 2.0  | 0.5 | 0.1 | 4.8  |     |     |
| 1985     | BOS    | 21  | 21  | 32.7 | .466 | .438 | .769 | 2.8  | 5.8  | 1.5 | 0.0 | 11.0 |     |     |
| 1986†    | BOS    | 18  | 18  | 36.2 | .554 | .412 | .867 | 4.2  | 5.2  | 2.3 | 0.1 | 15.6 |     |     |
| 1987     | BOS    | 20  | 19  | 38.1 | .487 | .438 | .861 | 2.6  | 4.6  | 1.2 | 0.2 | 14.8 |     |     |
| 1988     | BOS    | 17  | 17  | 39.4 | .386 | .328 | .881 | 3.1  | 6.4  | 0.5 | 0.1 | 11.6 |     |     |
| 1991     | POR    | 16  | 0   | 17.3 | .448 | .306 | .821 | 1.8  | 1.9  | 0.8 | 0.2 | 8.0  |     |     |
| 1992     | POR    | 21  | 0   | 21.4 | .479 | .404 | .830 | 1.9  | 2.3  | 0.7 | 0.0 | 10.6 |     |     |
| 1993     | PHX    | 24  | 0   | 24.6 | .376 | .413 | .872 | 2.5  | 2.3  | 0.5 | 0.1 | 8.1  |     |     |
| 1994     | PHX    | PHX | 10  | 0    | 23.0 | .458 | .425 | .714 | 2.3  | 2.1 | 0.6 | 0.1  | 8.6 |     |
| 1995     | PHX    | PHX | PHX | 10   | 0    | 13.7 | .500 | .462 | .909 | 1.0 | 1.0 | 0.5  | 0.0 | 6.0 |
| 通算     | 通算   | PHX | PHX | 193  | 82   | 26.1 | .456 | .397 | .829 | 2.3 | 3.4 | 0.9  | 0.1 | 9.9 |

### NBA通算成績
|              | レギュラーシーズン (15シーズン) | レギュラーシーズン (15シーズン) | レギュラーシーズン (15シーズン) | プレーオフ (3シーズン) | プレーオフ (3シーズン) |
| ------------ | ------------------------------- | ------------------------------- | ------------------------------- | ---------------------- | ---------------------- |
| 1042試合総計 | ゲーム平均                      | 40分平均                        | 193試合総計                     | ゲーム平均             |                        |
| ポイント数   | 11,964                          | 11.5                            | 17.2                            | 1,902                  | 9.9                    |
| リバウンド数 | 2,768                           | 2.7                             | 4.0                             | 443                    | 2.3                    |
| アシスト数   | 4,199                           | 4.0                             | 6.1                             | 656                    | 3.4                    |

### NBAにおける記録
- NBAオールスターゲーム出場：1回 (1988年)
- NBAファイナル制覇：2回 (1984, 1986年)

### 背番号（NBA）
- 44 （1981年 - 1989年）
- 7 （1989年 - 1990年）
- 9 （1991年 - 1992年）
- 22 （1993年 - 1995年）

### 年度別打撃成績
| 年 度    | 球 団    | 試 合 | 打 席 | 打 数 | 得 点 | 安 打 | 二 塁 打 | 三 塁 打 | 本 塁 打 | 塁 打 | 打 点 | 盗 塁 | 盗 塁 死 | 犠 打 | 犠 飛 | 四 球 | 敬 遠 | 死 球 | 三 振 | 併 殺 打 | 打 率 | 出 塁 率 | 長 打 率 | O P S |
| -------- | -------- | ----- | ----- | ----- | ----- | ----- | -------- | -------- | -------- | ----- | ----- | ----- | -------- | ----- | ----- | ----- | ----- | ----- | ----- | -------- | ----- | -------- | -------- | ----- |
| 1979     | TOR      | 87    | 331   | 308   | 26    | 73    | 7        | 1        | 2        | 88    | 19    | 1     | 0        | 7     | 2     | 12    | 1     | 2     | 58    | 8        | .237  | .269     | .286     | .554  |
| 1980     | TOR      | 38    | 115   | 111   | 11    | 27    | 6        | 1        | 0        | 35    | 4     | 3     | 0        | 1     | 0     | 2     | 0     | 1     | 29    | 3        | .243  | .263     | .315     | .578  |
| 1981     | TOR      | 86    | 275   | 246   | 20    | 46    | 6        | 2        | 0        | 56    | 14    | 8     | 5        | 4     | 1     | 23    | 1     | 1     | 41    | 5        | .187  | .258     | .228     | .486  |
| MLB：3年 | MLB：3年 | 211   | 721   | 665   | 57    | 146   | 19       | 4        | 2        | 179   | 37    | 12    | 5        | 12    | 3     | 37    | 2     | 4     | 128   | 16       | .220  | .264     | .269     | .533  |

### 背番号（MLB）
- 2 （1979年 - 1981年）